# Raymond Beazley
Charles Raymond Beazley, född 1868, död 1955, var en brittisk historiker.
Beazley var professor vid Birminghams universitet. Bland hans skrifter märks Prince Henry the Navigator (1895, ny upplaga 1923), The Dawn of Modern Geography (3 band, 1897-1906), med flera arbeten till de geografiska upptäckternas historia, samt tillsammans med Nevil Forbes och G. A Birkett Russia from the Varangians to the Bolsheviks (1918) och Nineteenth Century Europe and Britain (1922, ny upplaga 1928).